# Pas kukurydzy

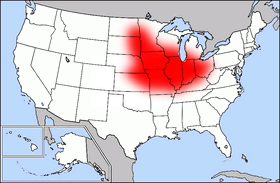
Pas kukurydzy (zaznaczony na czerwono).

Pas kukurydzy (ang. Corn Belt) – określenie części stanów Midwestu (Stany Zjednoczone), charakteryzujących się wysoko rozwiniętym rolnictwem.